# Berndt Bengtsén
Berndt Wilmer Bengtsén, född 14 juni 1870 i Stoby församling, Kristianstads län, död 5 juni 1932 i Falkenberg,  var en svensk borgmästare.
Bengtsén avlade studentexamen i Lund 1888 och hovrättsexamen vid Lunds universitet 1890. Efter tingstjänstgöring och verksamhet vid Göta hovrätt blev han stadsfogde i Falkenbergs stad 1899, rådman där 1903 och var borgmästare där från 1912.